# Yusuke Oeda
Yusuke Oeda (大枝雄介?, Oeda Yusuke; Tokyo, 15 gennaio 1935 – Tokyo, 17 luglio 2010) è stato un goista giapponese.

## Biografia
Studiò il go sotto la tutela di Nobuaki Maeda dal 1952 e divenne professionista due anni dopo presso la Nihon Ki-in. Nel 1992 ha raggiunto il grado massimo di 9º dan. In carriera è arrivato alle fasi finali in molti dei principali tornei senza tuttavia mai aggiudicarsene nessuno. Molti dei suoi allievi sono diventati a loro volta professionisti, tra questi ci sono Ryu Shikun, Kana Mannami, Yasutoshi Yasuda, Morito Oubuchi, Yo Kagen, Michael Redmond, Yasuhiko Onda, Yo Kaei, Hideichiro Iguchi, Yoshifumi Endo, Han Zenki, Ryutaro Miyazaki, Shimako Miyazaki, Masanori Kurotaki, Masaki Kurotaki, Gensho Shimoji e David Mechner.
| Controllo di autorità | VIAF (EN) 35808364 · ISNI (EN) 0000 0000 2289 3285 · LCCN (EN) n82146734 |